# 노토카시마역
노토카시마역(일본어: 能登鹿島駅)은 일본 이시카와현 호스군 아나미즈정에 위치한 노토 철도 나나오 선의 철도역이다. 상대식 승강장 2면 2선의 구조를 갖춘 지상역이다.

## 타는 곳
| (역사쪽) | ■ 나나오 선 | 상행 | 나나오 · 가나자와 방면 |
| (반대쪽) | ■ 나나오 선 | 하행 | 아나미즈 방면          |

## 역 주변
- 국도 제249호선
- 가시마 신사

## 역사
- 1932년 8월 27일 : 일본 철도성 나나오 선 노토나카지마 - 아나미즈 역 간 연장과 동시에 개업. 여객 및 화물 취급 개시.
- 1960년 4월 1일 : 화물 취급 폐지.
- 1972년 3월 15일 : 무인역화.
- 1987년 4월 1일 : 일본국유철도 분할 민영화에 의해, 서일본 여객철도의 역이 됨.
- 1988년 4월 1일 : 현재의 역사가 준공해, 노토사쿠라 역의 애칭이 붙여짐.
- 1991년 9월 1일 : 나나오 선 와쿠라온센 역 - 와지마 역 간이 노토 철도로 전환되어 이에 의해 이 회사의 역이 됨.

## 인접 역
| 노토 철도 나나오 선  | 노토 철도 나나오 선 | 노토 철도 나나오 선    |
| -------------------- | ------------------- | ---------------------- |
| 니시기시 나나오 방면 | ■ 나나오 선         | 아나미즈 아나미즈 방면 |